# Dhuoda
Dhuoda (oder auch Dodana) (* um 802; † nach 843) war eine fränkische Adlige. Es wird angenommen, dass sie eine Schwester der Kaiserin Judith war.
Am 29. Juni 824 heiratete Dhuoda in der Aachener Pfalzkapelle Bernhard von Septimanien. Auf Geheiß ihres Manns, der meist in Aachen am karolingischen Hof weilte, residierte sie in Uzès, wo sie die Besitzungen Bernhards in dessen Namen verwaltete, und die militärischen Aktionen ihres Mannes finanzierte.
Zwar war das Paar fast immer getrennt, doch gebar Dhuoda ihrem Mann mehrere Kinder:
- Wilhelm von Septimanien (29. November 826; † 850)
- Bernard Plantevelue (22. März 841; † 885/886), Graf von Autun, Rodez und Auvergne
- Regelinda

Ihr Sohn Wilhelm wurde 850, wie schon sein Vater Bernhard 844, durch Karl den Kahlen wegen Verräterei hingerichtet. Über das weitere Schicksal Dhuodas ist nichts bekannt.

## Liber manualis
Zwischen dem 30. November 841 und dem 2. Februar 843 schrieb sie für ihren Sohn Wilhelm einen liber manualis, ein Handbüchlein, um diesen zu einem christlichen und gebildeten Leben anzuhalten. Inhaltlich eigenwillig, hebt sich das Werk von der damaligen christlichen Lehre ab, da Dhuoda ihre eigene Persönlichkeit in die Betrachtungen zur höfischen, moralischen und christlichen Tugend einfließen ließ. Sie experimentierte zudem mit Zahlensymbolik, sprachlicher Struktur (lateinische Verse in deutschen Rhythmen) und rahmte ihr Werk durch Eingangs- und Ausgangstexte ein.
Dhuodas literarisches Werk ist der einzige erhaltene größere karolingerzeitliche Text, der von einer Autorin geschrieben wurde. Fast alles, was heute über sie bekannt ist, entstammt dem Liber manualis. Das Buch gibt wesentlichen Aufschluss über die patriarchalische Gedankenwelt der Karolingerzeit sowie über den Bildungsgrad von Adligen in dieser Epoche. In ihrem Werk bezog sie sich unter anderen auf patristische und frühmittelalterliche Denker wie Augustinus von Hippo, Gregor von Tours und Alkuin, aber auch auf antike Autoren wie Ovid.